# Design grafic al mediului înconjurător
Design grafic al mediului înconjurător (cunoscut și ca environmental graphic design sau EGD) este o disciplină interdisciplinară de design care integrează design grafic, arhitectură, design industrial și arhitectură peisageră pentru a îmbunătăți experiența utilizatorilor în spațiile fizice. Practicanții din acest domeniu creează soluții vizuale și funcționale care facilitează wayfinding (găsirea drumului) și placemaking (formarea identității locului), contribuind la orientarea, comunicarea și estetica mediilor urbane, rurale sau interioare. EGD combină elemente grafice, semnalistică, instalații artistice și tehnologii digitale pentru a crea spații intuitive, accesibile și memorabile.

## Etimologie
Termenul „design grafic al mediului înconjurător” derivă din englezescul environmental graphic design, unde „environmental” se referă la mediul fizic (spații construite sau naturale), iar „graphic design” indică utilizarea elementelor vizuale (tipografie, culori, simboluri). Termenul a fost popularizat în anii 1970 de organizații precum Society for Experiential Graphic Design (SEGD).

## Caracteristici și obiective
Designul grafic al mediului înconjurător are ca scop îmbunătățirea interacțiunii dintre oameni și spațiile fizice prin:
- Wayfinding: Crearea sistemelor de semnalizare care ghidează utilizatorii în spații complexe, precum aeroporturi, spitale, centre comerciale sau campusuri universitare.
- Placemaking: Dezvoltarea identității vizuale și emoționale a unui loc, prin elemente precum murale, instalații artistice sau amenajări peisagistice.
- Comunicare vizuală: Transmiterea informațiilor esențiale (ex. reguli, direcții, istorie locală) printr-o estetică coerentă.
- Accesibilitate: Asigurarea că spațiile sunt utilizabile pentru toate categoriile de utilizatori, inclusiv persoane cu dizabilități.
- Sustenabilitate: Utilizarea materialelor ecologice și a tehnologiilor eficiente energetic.

EGD se distinge prin abordarea sa holistică, integrând funcționalitatea cu estetica pentru a crea experiențe coerente și captivante.

## Istorie
Designul grafic al mediului înconjurător a evoluat din necesitatea de a organiza spațiile urbane în creștere din secolul XX. Primele exemple includ semnalistica din metrourile londoneze (anii 1930) și sistemele de orientare din aeroporturi (anii 1950). În anii 1970, odată cu fondarea SEGD în SUA, EGD a devenit o disciplină recunoscută, cu standarde profesionale. Dezvoltarea tehnologiilor digitale (ex. ecrane LED, realitate augmentată) în anii 2000 a extins posibilitățile creative ale EGD, permițând soluții dinamice și interactive.

## Roluri și responsabilități ale practicanților
Designerii de mediu colaborează cu arhitecți, urbaniști și clienți pentru a proiecta soluții personalizate. Responsabilitățile lor includ:
- Analiza spațiului: Evaluarea fluxurilor de utilizatori și a nevoilor funcționale.
- Proiectarea grafică: Crearea de tipografii, iconografii și scheme de culori coerente.
- Dezvoltarea semnalisticii: Proiectarea indicatoarelor, hărților și panourilor informative.
- Integrarea tehnologiei: Utilizarea ecranelor digitale, a iluminatului interactiv sau a aplicațiilor mobile.
- Coordonarea implementării: Supravegherea fabricării și instalării elementelor de design.

Practicanții EGD trebuie să aibă cunoștințe de design grafic, arhitectură, psihologie ambientală și ergonomie.

## Aplicații practice
Designul grafic al mediului înconjurător este utilizat în diverse contexte:
- Spații publice: Semnalistica din gări, aeroporturi, parcuri sau piețe urbane (ex. Piața Unirii din București, cu panouri informative).
- Instituții: Sisteme de orientare în spitale, universități sau muzee (ex. Muzeul Național de Artă al României).
- Spații comerciale: Designul interior al centrelor comerciale, cu indicatoare și decoruri tematice.
- Evenimente: Amenajarea temporară a spațiilor pentru festivaluri sau expoziții (ex. Bienala de Arhitectură de la Veneția).
- Spații corporative: Crearea identității vizuale pentru birouri sau campusuri corporative.

## Exemple din România
În România, designul grafic al mediului înconjurător este în creștere, datorită urbanizării și investițiilor în spații publice. Exemple notabile includ:
- Metroul din București: Sistemul de semnalizare al stațiilor, cu hărți și indicatoare actualizate în anii 2010.
- Grădina Botanică din Cluj-Napoca: Panouri informative și trasee vizuale pentru vizitatori.
- Timișoara – Capitală Culturală Europeană 2023: Amenajări temporare și semnalistică urbană pentru evenimente culturale.
- Centrul Istoric din Sibiu: Indicatoare și decoruri care sporesc atractivitatea turistică.

Aceste proiecte combină estetica locală cu funcționalitatea, reflectând influența tradițiilor românești în design.

## Exemple internaționale
- Sistemul de semnalizare al metroului din Londra: Un model iconic de wayfinding, cu tipografia Johnston și hărți simplificate.
- High Line, New York: Un parc urban cu elemente de placemaking, incluzând murale și indicatoare artistice.
- Aeroportul Changi, Singapore: Semnalistică digitală și instalații interactive care îmbunătățesc experiența pasagerilor.

## Tehnologii și materiale
Designerii EGD utilizează o gamă variată de tehnologii și materiale:
- Tehnologii digitale: Ecrane LED, proiecții interactive, aplicații mobile cu realitate augmentată.
- Materiale sustenabile: Lemn reciclat, metale durabile, vopsele ecologice.
- Iluminat: Sisteme LED eficiente energetic pentru semnalistică nocturnă.
- Tipografie: Fonturi clare și accesibile, optimizate pentru lizibilitate.

Progresele în imprimarea 3D și fabricarea digitală au permis crearea de elemente personalizate la costuri reduse.

## Provocări și tendințe
Designul grafic al mediului înconjurător se confruntă cu provocări precum:
- Accesibilitatea: Asigurarea că sistemele sunt utilizabile pentru persoane cu dizabilități vizuale sau motorii.
- Sustenabilitatea: Reducerea impactului ecologic al materialelor și proceselor.
- Adaptabilitatea: Crearea de soluții flexibile pentru spații în schimbare rapidă.
- Bugetele limitate: Balansarea costurilor cu calitatea designului.

Tendințele actuale includ:
- Design interactiv: Integrarea realității augmentate și a senzorilor pentru experiențe dinamice.
- Minimalism: Utilizarea designului simplu și clar pentru lizibilitate maximă.
- Contextualitate: Reflectarea identității culturale locale în proiecte (ex. motive tradiționale românești).

## Organizații și educație
Organizații precum Society for Experiential Graphic Design (SEGD) stabilesc standarde și promovează bune practici în EGD. În România, facultăți precum Universitatea de Arhitectură și Urbanism „Ion Mincu” din București și Universitatea de Arte din Cluj-Napoca oferă cursuri relevante în design grafic și arhitectură peisageră. Programe internaționale, cum ar fi cele de la Royal College of Art (Londra) sau Rhode Island School of Design (SUA), formează specialiști în EGD.

## Imagini reprezentative
Designul grafic al mediului înconjurător este ilustrat prin imagini care surprind diversitatea aplicațiilor sale: